# گراننا
گراننا (به سوئدی: Gränna) یک منطقهٔ مسکونی در سوئد است که در Jönköping Municipality واقع شده‌است. گراننا ۱٫۵۲ کیلومترمربع مساحت و ۲٬۵۵۳ نفر جمعیت دارد.